# Kaat Hannes
Kaat Hannes (* 24. November 1991 in Herentals) ist eine ehemalige belgische Radrennfahrerin.

## Sportliche Laufbahn
Ab 2011 bestritt Kaat Hannes Rennen der Frauenelite auf internationalem Niveau. 2016 wurde sie belgische Meisterin im Straßenrennen. 2018 gewann sie eine Etappe von Gracia Orlová. Im Jahr darauf wurde sie Zweite des Grand Prix de Fourmies. 2020 beendete sie ihre aktive Radsportlaufbahn.
Sie ist mit der belgischen Cyclocross-Fahrerin Laura Verdonschot verheiratet.

## Erfolge
2016
- Belgische Meisterin – Straßenrennen

2018
- eine Etappe Gracia Orlová

## Teams
- 2011 Topsport Vlaanderen 2012-Ridley Team
- 2012 Lotto Belisol Ladies
- 2013 Lotto Belisol Ladies
- 2014 Topsport Vlaanderen-Pro-Duo
- 2015 Sport Vlaanderen-Etixx
- 2016 Lensworld-Kuota
- 2017 Lensworld-Kuota
- 2020 Doltcini–Van Eyck Sport